# LIBERA (チョコレート)
LIBERA（リベラ）とは、江崎グリコが販売しているチョコレート菓子。キャッチコピーは"スタイルフリーなチョコレート"。

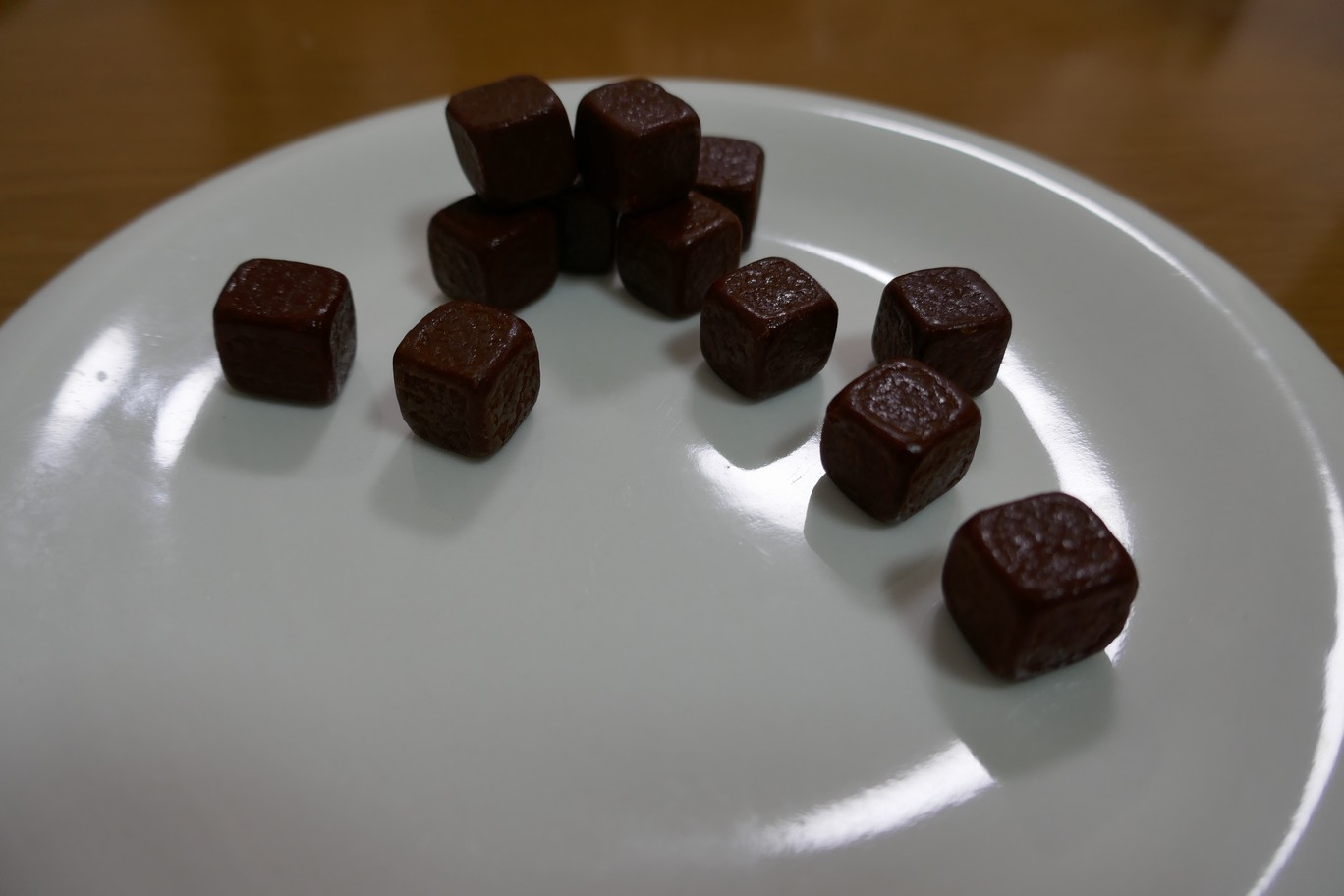
LIBERA＜ミルク＞

## 概要
脂肪と糖が含まれるチョコレートに、特定保健用食品にも使われ、脂肪と糖の吸収を抑える効果のある食物繊維の難消化デキストリンを加えている。チョコレートとしては初めてとなる機能性表示食品である。誰が食べてもおいしいチョコレートを目指したかったことから、チョコレートにはガーナ産のカカオを使用している。難消化性デキストリンには味がほとんどなく、50gのチョコレート中に5gの難消化性デキストリンが配合されている。
LIBERAという商品名は"解放される""自由になる"という意味をもつ「Liberal（リベラル）」からきている。特定保健用食品の商品開発から生まれたチョコレートであり、LIBERAの企画から開発、商品化まで約2年かかったという。

## バリエーション
- ミルク
- ビター（2017年9月12日より発売[4]）
- あったかケア＜ミルク＞（2019年3月26日発売）[5]
- アイサポート＜ミルク＞（2019年3月26日発売）